# Eric Records
Eric Records ist eine US-amerikanische Schallplattenfirma, die von 1968 bis 1996 Vinylsingle-Schallplatten hauptsächlich mit Neuauflagen erfolgreicher Oldies der Popmusik produzierte. Anschließend wurde das Programm mit Compact Discs fortgesetzt. 

## Geschichte
Das Plattenlabel Eric Records wurde 1968 von Bill Buster in Philadelphia mit der Absicht gegründet, alte Erfolgstitel der Popmusik in der Originalfassung erneut auf den Markt zu bringen. Er startete mit den Paris Sisters, von denen er mit der Katalog-Nummer 101 deren Erfolgstitel I Love How You Love Me und He Knows I Love Him Too Much von 1961 und 1962 auf den Markt brachte. In der Folge veröffentlichte Buster in bunter Folge Evergreens und weniger bekannte Titel, wobei in der zeitlichen Abfolge weder Interpreten noch Zeitpunkt der Originalaufnahme in ein Schema gepasst wurden. Auch die Katalog-Nummerierung wechselte mehrfach:
- die Hunderter-Serie wurde bis zur Nummer 325 geführt und endete 1992
- es folgte 1981 die Nummern 4001 bis 4019, denen 1982 bis 1986 die Nummern 4101 bis 4119 folgten
- 1969 begann die 5000er Serie hauptsächlich mit Eigenproduktionen von Bill Buster, die letzte Katalognummer 5017 erschien im November 1981
- die 6000er Serie war aufgeteilt in die Blöcke 6001 – 6005 (1985), 6101 – 6108 (1986) und 6501 – 6504 (1972)
- 1988 erschienen drei Singles mit Roy Orbison mit den Katalognummern 7001 bis 7003

Während der größte Teil der Nummer-1-Titel zwischen 1950 und 1979 wiederveröffentlicht wurde, kamen auch Kuriositäten wie der Titel von Jerry Butler For Your Precious Love (Platz 99 in den USA-Charts) auf den Markt. Erik-Singles werden aktuell im Onlinehandel angeboten, wo etwa 2014 bei MusicStack die Single Step By Step mit den Crests (Platz 14 bei Hot 100) für 5,09 Euro angeboten wurde, während die Originalversion von 1960 schon unter 3,00 Euro zu haben war. 
1974 wurde die Firma nach New Jersey verlegt. Bis auf die weißen Labels der Promotionsingles verwendete Eric für seine Singles stets dasselbe Plattenetikett. Es hat einen schwarzen Hintergrund, Rahmen und Schrift des Logos sind in rot gehalten, die Titelangaben erscheinen in Silber. Als die Vinyl-Schallplatten Anfang der 1990 von den Compact Discs abgelöst wurden, stellte Eric Records 1996 seine Produktion auf Compact Discs um. 
Zwischen 1961 und 1964 bestand bereits ein Plattenlabel namens Eric Records, das in Conroe (Texas) ansässig war. 

## Diskografie

### Nummer-1-Hits auf Vinyl
| Kat.-Nr. | Interpret                        | Titel                                 | Originaljahr |
| -------- | -------------------------------- | ------------------------------------- | ------------ |
| 113      | The Marcels                      | Blue Moon                             | 1961         |
| 115      | Shelley Fabares                  | Johnny Angel                          | 1962         |
| 141      | Bobby Lewis                      | Tossin' And Turnin'                   | 1961         |
| 143      | The Dixie Cups                   | Chapel Of Love                        | 1964         |
| 144      | The Shangri-Las                  | Leader Of The Pack                    | 1964         |
| 151      | Little Eva                       | The Loco-Motion                       | 1962         |
| 161      | Wilbert Harrison                 | Kansas City                           | 1959         |
| 171      | Gene Chandler                    | Duke Of Earl                          | 1962         |
| 178      | Frankie Avalon                   | Venus                                 | 1959         |
| 184      | Frankie Avalon                   | Why                                   | 1959         |
| 189      | Del Shannon                      | Runaway                               | 1961         |
| 200      | Paul Anka                        | Diana                                 | 1957         |
| 201      | Paul Anka                        | Lonely Boy                            | 1959         |
| 208      | Laurie London                    | He's Got The Whole World In His Hands | 1957         |
| 210      | Mr. Acker Bilk                   | Stranger on the Shore                 | 1961         |
| 215      | Gladys Knight                    | Midnight Train To Georgia             | 1973         |
| 217      | The Lovin' Spoonful              | Summer In The City                    | 1966         |
| 218      | Stories                          | Brother Louie                         | 1973         |
| 222      | The Lemon Pipers                 | Green Tambourine                      | 1967         |
| 225      | Chuck Berry                      | My Ding-a-Ling                        | 1972         |
| 245      | Carl Douglas                     | Kung Fu Fighting                      | 1974         |
| 250      | Walter Murphy                    | A Fifth Of Beethoven                  | 1976         |
| 252      | The Chordettes                   | Mr. Sandman                           | 1981         |
| 254      | Bill Hayes                       | Ballad Of Davy Crockett               | 1955         |
| 255      | Everly Brothers                  | All I Have To Do Is Dream             | 1958         |
| 256      | The Everly Brothers              | Wake Up Little Susie                  | 1957         |
| 258      | Everly Brothers                  | Bird Dog                              | 1958         |
| 267      | The Champs                       | Tequila                               | 1958         |
| 271      | Maurice Williams And The Zodiacs | Stay                                  | 1960         |
| 272      | Dale And Grace                   | I'm Leaving It Up To You              | 1973         |
| 273      | The McCoys                       | Hang On Sloopy                        | 1965         |
| 279      | Petula Clark                     | My Love                               | 1965         |
| 280      | Petula Clark                     | Downtown                              | 1964         |
| 290      | Van McCoy                        | The Hustle                            | 1975         |
| 298      | Hollywood Argyles                | Alley-Oop                             | 1960         |
| 298      | Larry Verne                      | Mr. Custer                            | 1960         |
| 299      | The Teddy Bears                  | To Know Him Is To Love Him            | 1958         |
| 300      | Gogi Grant                       | The Wayward Wind                      | 1956         |
| 303      | John Fred And His Playboy Band   | Judy In Disguise                      | 1967         |
| 304      | Ernie K. Doe                     | Mother In Law                         | 1961         |
| 305      | The Turtles                      | Happy Together                        | 1967         |
| 317      | Al Wilson                        | Show And Tell                         | 1973         |
| 319      | Chubby Checker                   | Pony Time                             | 1961         |
| 320      | Chubby Checker                   | The Twist                             | 1960         |
| 4001     | The Shirelles                    | Will You Love Me Tomorrow             | 1960         |
| 4003     | The Shirelles                    | Soldier Boy                           | 1962         |
| 4006     | B. J. Thomas                     | Raindrops Keep Falling On My Head     | 1969         |
| 4014     | Percy Sledge                     | When A Man Loves A Woman              | 1966         |
| 4015     | The Archies                      | Sugar, Sugar                          | 1969         |
| 4017     | Guy Mitchell                     | Heartaches By The Number              | 1959         |
| 4101     | The Righteous Brothers           | You've Lost That Lovin' Feelin'       | 1964         |
| 4103     | Conway Twitty                    | It's Only Make Believe                | 1958         |
| 4106     | Tommy Edwards                    | It's All In The Game                  | 1958         |
| 4107     | Lou Christie                     | Lightnin' Strikes                     | 1965         |
| 4109     | The Angels                       | My Boyfriend's Back                   | 1963         |
| 4110     | The Platters                     | The Great Pretender                   | 1955         |
| 4111     | The Platters                     | My Prayer                             | 1956         |
| 4112     | The Platters                     | Smoke Gets In Your Eyes               | 1958         |
| 4113     | The Platters                     | Twilight Time                         | 1958         |
| 4114     | Lesley Gore                      | It’s My Party                         | 1963         |
| 4118     | Mark Dinning                     | Teen Angel                            | 1959         |
| 4119     | Peaches And Herb                 | Reunited                              | 1979         |
| 4119     | Gloria Gaynor                    | I Will Survive                        | 1978         |
| 6001     | Guy Mitchell                     | Singing The Blues                     | 1956         |
| 6004     | Bill Withers                     | Lean On Me                            | 1972         |
| 6005     | Mitch Miller                     | Yellow Rose Of Texas                  | 1955         |
| 6101     | David Rose                       | The Stripper                          | 1962         |
| 6101     | Teresa Brewer                    | Music! Music! Music!                  | 1950         |
| 6107     | The Troggs                       | Wild Thing                            | 1966         |
| 6502     | The Rooftop Singers              | Walk Right In                         | 1963         |
| 7101     | Roy Orbison                      | Oh, Pretty Woman                      | 1964         |

### Compact Discs
| Jahr | Titel                                                                   | Kat.-Nr. |
| ---- | ----------------------------------------------------------------------- | -------- |
| 1996 | Tommy Edwards: It's All In The Game                                     | 11501    |
| 1996 | Hard to Find 45s on CD - Vol. 1: 1955-60                                | 11502    |
| 1996 | Hard to Find 45s on CD - Vol. 1: 1961-64                                | 11503    |
| 1999 | Hard to Find 45s on CD - Volume 3: The Mid Fifties                      | 11504    |
| 1999 | Hard to Find 45s on CD - Volume 4: The Late Fifties                     | 11505    |
| 1999 | Glen Grey & Casa Loma: Swinging Sounds Of Great Bands                   | 11506    |
| 1999 | Hard to Find Orchestral Instruments                                     | 11507    |
| 1999 | Hard to Find Pop Instrumentals                                          | 11508    |
| 2001 | Hard to Find 45s on CD - Volume 5: Sixties Pop Classics                 | 11509    |
| 2000 | Vic Dana: Complete Hits Of Vic Dana                                     | 11510    |
| 2000 | The Complete Hits of Linda Scott                                        | 11511    |
| 2001 | Hard to Find 45s on CD - Volume 6: More Sixties Classics                | 11512    |
| 2001 | Hard to Find 45s on CD - Volume 7: More Sixties Classics                | 11513    |
| 2002 | Hard to Find 45s on CD - Volume 8: Seventies Pop Classics               | 11514    |
| 2002 | Hard to Find 45s on CD - Pop & Country Classics                         | 11515    |
| 2002 | More Sounds of the Great Swing Bands                                    | 11516    |
| 2003 | Freddy Martin: Smooth Sounds of the Great Dance Bands                   | 11517    |
| 2003 | Hard To Find Orchestral Instrumentals                                   | 11518    |
| 2003 | Hard to Find Pop Instrumentals II                                       | 11519    |
| 2004 | Teen Time: The Young Years Of Rock & Roll - Volume 1: Love Me Forever   | 11520    |
| 2004 | Teen Time: The Young Years Of Rock & Roll - Volume 2: I Got Rhythm      | 11521    |
| 2004 | Paris Sisters Sing Everything Under The Sun                             | 11523    |
| 2004 | Teen Time: The Young Years of Rock & Roll Volume 3: A Very Special Love | 11522    |
| 2004 | Hard to Find 45s on CD - Sweet Soul Sounds                              | 11524    |
| 2005 | Dick Bartley Presents - Classic Oldies 1965–1969                        | 11525    |
| 2005 | Young Love: The Best of Tab Hunter                                      | 11526    |
| 2007 | Hard to Find 45s on CD - Volume 9: 1957–1959                            | 11527    |
| 2007 | Hard to Find 45s on CD - Volume 10: 1960–1965                           | 11528    |
| 2010 | Hard to Find 45s on CD - Volume 11: Sugar Pop                           | 11529    |
| 2010 | Hard to Find 45s on CD - Volume 12: 60s & 70s Pop Classics              | 11530    |
| 2013 | Hard To Find 45s On CD Volume 13: The Love Album                        | 11531    |